# The Lost Lie
The Lost Lie és una pel·lícula de comèdia estatunidenca de 1918 dirigida per King Vidor.

## Repartiment
- Ruth Hampton
- Mike O'Rourke
- William Vaughn
- Jutge Willis Brown (com ell mateix)

## Producció
The Lost Lie és un dels deu curtmetratges escrits i produïts pel Jutge Willis Brown que van ser dirigits per King Vidor. Van ser filmats a Boy City Film Company a Culver City, Califòrnia i estrenats per General Film Company entre gener i maig de 1918.
L'historiador de cinema i arxiver Raymond Durgnat informa que totes les pel·lícules de Vidor de la sèrie Judge Willis Brown s'han perdut, amb l'excepció de Bud's Recruit de la qual sobreviu un rodet.

## Tema
Brown era un jutge de menors de Salt Lake City especialitzat en "rehabilitar delinqüents juvenils". Va basar la sèrie en les seves experiències operant les seves "Boy's Cities" (que no s'ha de confondre amb Boys Town). Les pel·lícules mostren joves de ciutats "interètniques" que s'enfronten i resolen els reptes socials i morals de manera constructiva. El director Vidor va declarar que "creia profundament" en el valor de les pel·lícules.